# Ficinia tristachya
Ficinia tristachya là loài thực vật có hoa trong họ Cói. Loài này được (Rottb.) Nees mô tả khoa học đầu tiên năm 1834.